# Ana Botella Gómez
|  | No s'ha de confondre amb Ana Botella Serrano, política madrilenya i esposa de José María Aznar.. |

Ana Botella Gómez (València, 12 de febrer de 1958) és una política valenciana del Partit Socialista del País Valencià (PSPV), delegada del Govern a la Comunitat Valenciana (2010-2011) i diputada al Congrés dels Diputats en la XI i XII legislatures.
Llicenciada en Geografia i Història per la Universitat de València amb premi extraordinari de llicenciatura en 1980, Ana Botella ha ampliat els seus estudis a Alemanya i a França. També és diplomada en Comerç Exterior per la UNED i Màster en Direcció i Gerència Pública de la Universitat Politècnica de València.
Funcionària de carrera, Ana Botella ha desenvolupat les seues tasques a la Generalitat Valenciana des del 1987 com a tècnica superior de l'administració general, a l'Institut de la Mitjana i Petita Indústria (IMPIVA) com a cap d'àrea. Entre 1991 i 1993 és directora general de l'Institut Turístic Valencià (ITVA).
El 2007 és triada regidora socialista a l'Ajuntament de València, càrrec que abandona el desembre de 2010 per ser nomenada delegada del govern a la Comunitat Valenciana en substitució de Ricardo Peralta. Amb el canvi de govern de Mariano Rajoy fou substituïda en el càrrec per la popular Paula Sánchez de León, el desembre de 2011.
Al XII Congrés del PSPV celebrat el març del 2012, fou triada secretària econòmica de l'executiva socialista encapçalada pel nou secretari general Ximo Puig. Ha estat escollida diputada per la província de València a les eleccions generals espanyoles de 2015 i 2016.